# Carios elongatus
Carios elongatus är en fästingart som beskrevs av Kohls, Sonenshine och Clifford 1965. Carios elongatus ingår i släktet Carios och familjen mjuka fästingar. Inga underarter finns listade.